# NASCAR Rumble
NASCAR Rumble è un videogioco di guida sviluppato e pubblicato dalla Electronic Arts per Sony PlayStation. Il titolo può essere giocato in modalità giocatore singolo o multiplayer e permette la scelta fra diciotto piste differenti ambientate in sei differenti aree. All'uscita il videogioco ricevette molte critiche positive riuscendo ad ottenere un 80% dal sito GameRankings.

## Auto
- EA Sport Car : 1999 Chevrolet Monte Carlo NASCAR
- Loader : Case W-Series
- Sprint : WSC Sprintcar
- Tow Truck : International 4000-Series
- Chicken Truck : 1980 GMC General
- RV : 1970 Winnebago Brave
- Golf Kart : E-Z-Go Marathon
- Hod Rod : 1934 Ford Model B
- Road Captain : 1999 Dodge Viper GTS
- 1999 Chevrolet Monte Carlo NASCAR
- 1999 Chevrolet Silverado NASCAR
- 1999 Ford Taurus NASCAR
- 1970 Plymouth Superbird NASCAR
- 1999 Pontiac Grand Prix NASCAR